# Ercilla
Ercilla é um género botânico pertencente à família Phytolaccaceae.

## Especies seleccionadas
- Ercilla spicata
- Ercilla syncarpellata
- Ercilla volubilis